# Cyclommatus faunicolor
Cyclommatus faunicolor is een keversoort uit de familie vliegende herten (Lucanidae). De wetenschappelijke naam van de soort is voor het eerst geldig gepubliceerd in 1844 door Westwood.